# Contessa Entellina (vignoble)
Pour les articles homonymes, voir Contessa.
Le  Contessa Entellina  est un vignoble de la région Sicile doté d'une appellation DOC depuis le 2 août 1993. Seuls ont droit à la DOC les vins récoltés à l'intérieur de l'aire de production définie par le décret. Les vignobles autorisés se situent en province de Palerme dans la commune de Contessa Entellina

## Cépages
Les cépages utilés sont : Ansonica (ou Inzolia), Catarratto bianco lucido, Grecanico dorato, Grillo, Chardonnay, Sauvignon, Pinot blanc, Pinot noir, Nero d'Avola, Cabernet sauvignon, Muller-Thurgau, Syrah et Merlot
Actuellement, l'appellation  Contessa Entellina est subdivisée en sous-appellations selon le cépage.

## Vins, appellations
Les appellations sont:
- Contessa Entellina Ansonica
- Contessa Entellina Ansonica vendemmia tardiva
- Contessa Entellina Cabernet Sauvignon
- Contessa Entellina Cabernet Sauvignon riserva
- Contessa Entellina Chardonnay
- Contessa Entellina Grecanico
- Contessa Entellina Merlot
- Contessa Entellina Merlot riserva
- Contessa Entellina Pinot Nero
- Contessa Entellina Pinot Nero riserva
- Contessa Entellina Sauvignon
- Contessa Entellina bianco
- Contessa Entellina rosato
- Contessa Entellina rosso
- Contessa Entellina rosso riserva